# Inès Taittinger

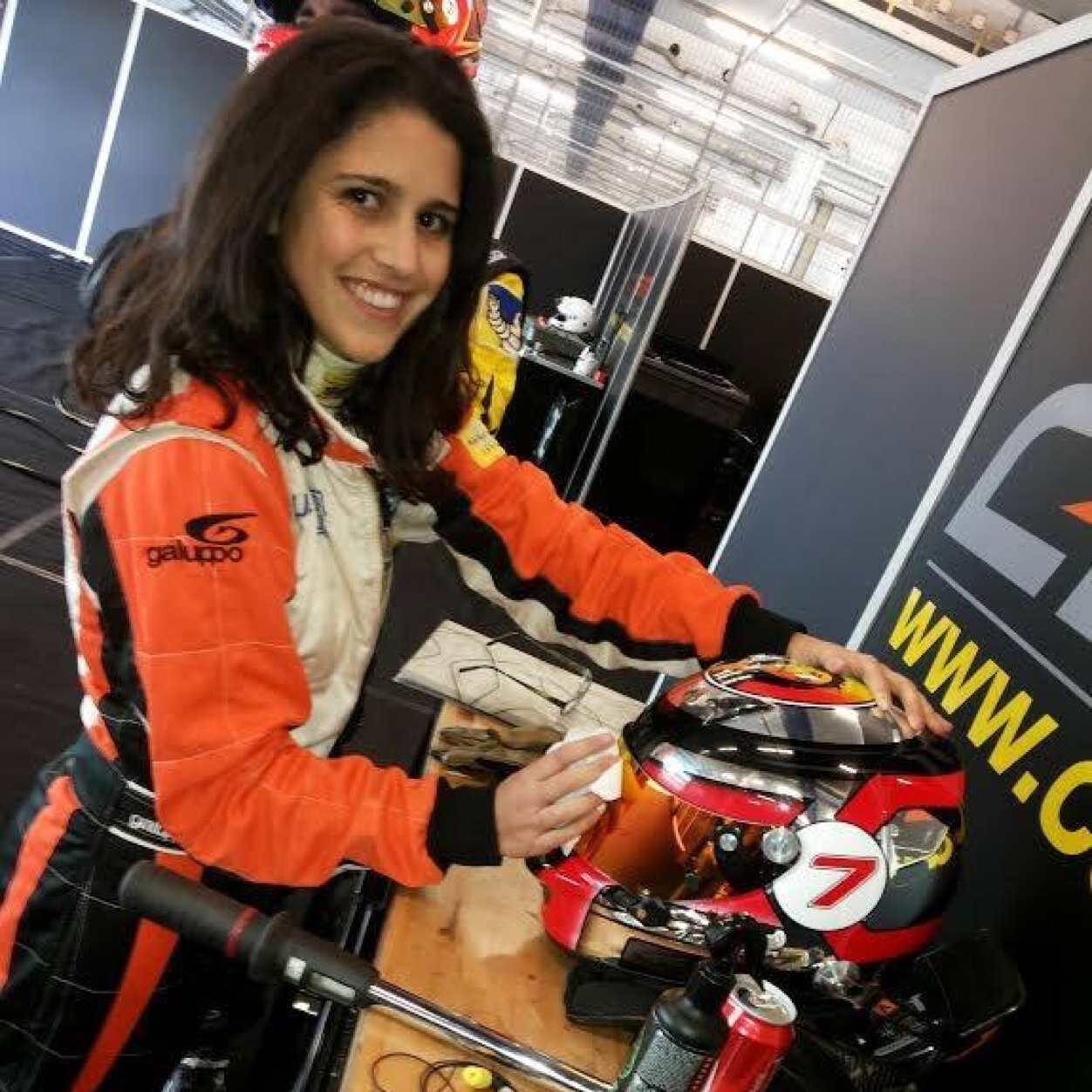
Inès Taittinger 2014

Inès Taittinger (* 7. April 1990 in Boulogne-Billancourt) ist eine ehemalige  französische Autorennfahrerin.  

## Familie
Inès Taittinger ist die Tochter von Hugues Taittinger und dessen Ehefrau Elisabeth Tordjman und somit Mitglied der Familie Taittinger, die in Reims ein Unternehmen zur Produktion und Vertrieb von Champagner betreibt. Sie kam mit einem Herzfehler zur Welt und hatte bereits an ihrem dritten Lebenstag eine Operation am offenen Herzen. Ihre Familie unterstützt seither die französische Hilfsorganisation Mécénat Chirurgie Cardiaque finanziell.

## Karriere im Motorsport
Inès Taittinger war zwischen 2009 und 2017 als Rennfahrerin aktiv. Sie startete regelmäßig in der V de V Challenge Endurance, wo ihre beste Jahresplatzierung 2013 der achte Rang war und sie unter anderem gegen etablierte Fahrer wie David Zollinger, Vincent Capillaire, Alain Ferté, Stéphane Daoudi, Frédéric Da Rocha sowie Patrice- und Paul Lafargue.
Höhepunkt ihrer Karriere war die Teilnahme am 24-Stunden-Rennen von Le Mans 2016. Der Morgan LMP2, den sie abwechselnd mit ihren Teamkollegen Léo Roussel und Rémy Striebig steuerte, wurde wegen zu geringer zurückgelegter Distanz nicht klassiert. Neben Le Mans bestritt sie 2016 eine komplette Saison in der European Le Mans Series.

## Statistik

### Le-Mans-Ergebnisse
| Jahr | Team           | Fahrzeug    | Teamkollege | Teamkollege   | Platzierung     | Ausfallgrund |
| ---- | -------------- | ----------- | ----------- | ------------- | --------------- | ------------ |
| 2016 | Pegasus Racing | Morgan LMP2 | Léo Roussel | Rémy Striebig | nicht klassiert |              |

### Einzelergebnisse in der FIA-Langstrecken-Weltmeisterschaft
| Saison | Team           | Rennwagen   | 1   | 2   | 3   | 4   | 5   | 6   | 7   | 8   | 9   |
| ------ | -------------- | ----------- | --- | --- | --- | --- | --- | --- | --- | --- | --- |
| 2016   | Pegasus Racing | Morgan LMP2 | SIL | SPA | LEM | NÜR | MEX | AUS | FUJ | SHA | BAH |
| 2016   | Pegasus Racing | Morgan LMP2 | DNF |     |     |     |     |     |     |     |     |